# C-Bool
C-Bool (zapis stylizowany: C-BooL), właśc. Grzegorz Cebula (ur. 30 maja 1981 w Pyskowicach) – polski DJ i producent muzyczny.

## Kariera muzyczna
W 1998 zaczął profesjonalnie pracować jako DJ, występował w lokalnych dyskotekach i klubach muzycznych. Cztery lata później został producentem muzycznym. W 2003 współpracował z zespołem Casteam. Dwa najpopularniejsze nagrania z lat 2003–2004, „Would You Feel” i „House Baby”, wydał już pod pseudonimem C-Bool.
W 2010 zyskał rozgłos dzięki utworowi „Body & Soul”, nagranym z Isabelle. Singiel trafił na krajowe listy przebojów. W czerwcu 2011 wydał debiutancki album studyjny pt. 8 Years, na którym znalazły się utwory zrealizowane przez osiem lat i trzy premierowe piosenki. Wydawnictwo promował singlem „Don’t Waste the Time”, który nagrał z gościnnym udziałem Jo’.
W 2016 wydał singiel „Never Go Away”, który znalazł się na pierwszym miejscu listy AirPlay, najczęściej odtwarzanych utworów w polskich rozgłośniach radiowych i uzyskał w Polsce status diamentowej płyty, przekraczając liczbę 100 tysięcy sprzedanych sztuk. 24 października wydał singiel „Magic Symphony”, nagrany z gościnnym udziałem Giang Pham. Utwór był notowany na pierwszym miejscu na liście AirPlay i został w Polsce diamentem, rozchodząc się w nakładzie przekraczającym 100 tysięcy egzemplarzy. 26 kwietnia 2017 wydał singiel, „DJ Is Your Second Name”, który notowany był na 3. miejscu w zestawieniu AirPlay. 9 marca 2018 wydał singiel „Wonderland”, do którego teledysk po niecałym miesiącu od premiery osiągnął wynik ponad 14 mln wyświetleń w serwisie YouTube.

## Życie prywatne
W latach 2007–2024 był żonaty z Moniką, z którą ma syna i córkę.

## Dyskografia

### Albumy studyjne
- 8 Years (2011)[15]

### Single
Jako główny artysta
| Rok                                                      | Tytuł                                                                     | Najwyższa pozycja na liście | Najwyższa pozycja na liście | Najwyższa pozycja na liście | Najwyższa pozycja na liście | Najwyższa pozycja na liście | Najwyższa pozycja na liście | Najwyższa pozycja na liście | Najwyższa pozycja na liście | Najwyższa pozycja na liście | Certyfikat                 | Sprzedaż        |
| Rok                                                      | Tytuł                                                                     | POL (airplay)               | POL (airplay nowości)       | POL (airplay TV)            | BLR                         | CZE                         | SK                          | UKR                         | WNP                         | WNP                         | Certyfikat                 | Sprzedaż        |
| Rok                                                      | Tytuł                                                                     | POL (airplay)               | POL (airplay nowości)       | POL (airplay TV)            | BLR                         | CZE                         | SK                          | UKR                         | Radio & YouTube             | Radio                       | Certyfikat                 | Sprzedaż        |
| -------------------------------------------------------- | ------------------------------------------------------------------------- | --------------------------- | --------------------------- | --------------------------- | --------------------------- | --------------------------- | --------------------------- | --------------------------- | --------------------------- | --------------------------- | -------------------------- | --------------- |
| 2006                                                     | „Get 2 Know”                                                              | –                           | –                           | –                           | –                           | –                           | –                           | –                           | –                           | –                           |                            |                 |
| 2011                                                     | „Body & Soul” (gościnnie: Isabelle)                                       | –                           | –                           | 1                           | –                           | –                           | –                           | –                           | –                           | 254                         |                            |                 |
| 2011                                                     | „Don’t Waste the Time” (gościnnie: Jo)                                    | –                           | –                           | –                           | –                           | –                           | –                           | –                           | –                           | –                           |                            |                 |
| 2011                                                     | „Obsession” (gościnnie: Isabelle)                                         | –                           | –                           | –                           | –                           | –                           | –                           | –                           | –                           | –                           |                            |                 |
| 2012                                                     | „Do You Know”                                                             | –                           | –                           | –                           | –                           | –                           | –                           | –                           | –                           | –                           |                            |                 |
| 2013                                                     | „Change Your Life”                                                        | –                           | –                           | –                           | –                           | –                           | –                           | –                           | –                           | –                           |                            |                 |
| 2013                                                     | „We Can’t Get Enough” (gościnnie: Ricardo Muñoz)                          | –                           | –                           | –                           | –                           | –                           | –                           | –                           | –                           | –                           |                            |                 |
| 2014                                                     | „So Much Better” (gościnnie: Ricardo Muñoz)                               | –                           | –                           | –                           | –                           | –                           | –                           | –                           | –                           | –                           |                            |                 |
| 2014                                                     | „I Can’t Take It” (gościnnie: DGS)                                        | –                           | –                           | –                           | –                           | –                           | –                           | –                           | –                           | –                           |                            |                 |
| 2015                                                     | „Pit stop”                                                                | –                           | –                           | –                           | –                           | –                           | –                           | –                           | –                           | –                           |                            |                 |
| 2015                                                     | „Lepszy bit”                                                              | –                           | –                           | –                           | –                           | –                           | –                           | –                           | –                           | –                           |                            |                 |
| 2015                                                     | „Crazy About Summertime” (gościnnie: Isabelle)                            | –                           | –                           | –                           | –                           | –                           | –                           | –                           | –                           | –                           |                            |                 |
| 2016                                                     | „Never Go Away” (gościnnie: Giang Pham)                                   | 1                           | 1                           | 1                           | 3                           | –                           | 95                          | 16                          | 7                           | 4                           | - POL: diamentowa płyta    | - POL: 100 000+ |
| 2016                                                     | „Magic Symphony” (gościnnie: Giang Pham)                                  | 1                           | 1                           | 1                           | –                           | 64                          | –                           | –                           | –                           | –                           | - POL: diamentowa płyta    | - POL: 100 000+ |
| 2017                                                     | „DJ Is Your Second Name” (gościnnie: Giang Pham)                          | 3                           | 2                           | 4                           | 8                           | –                           | –                           | 8                           | 6                           | 3                           | - POL: diamentowa płyta    | - POL: 100 000+ |
| 2017                                                     | „Would You Feel”                                                          | –                           | –                           | –                           | –                           | –                           | –                           | –                           | –                           | –                           |                            |                 |
| 2017                                                     | „House Baby”                                                              | –                           | –                           | –                           | –                           | –                           | –                           | –                           | –                           | –                           |                            |                 |
| 2017                                                     | „Get 2 Know” (reedycja)                                                   | –                           | –                           | –                           | –                           | –                           | –                           | –                           | –                           | –                           |                            |                 |
| 2018                                                     | „Wonderland”                                                              | 1                           | 3                           | 1                           | –                           | –                           | –                           | –                           | –                           | –                           | - POL: 2× diamentowa płyta | - POL: 200 000+ |
| 2018                                                     | „High On The Summer” (oraz Skytech i Up & Down, gościnnie: Bright Sparks) | –                           | –                           | –                           | –                           | –                           | –                           | –                           | –                           | –                           |                            |                 |
| 2018                                                     | „Fire In My Head” (gościnnie: Cadence XYZ)                                | 4                           | 2                           | –                           | –                           | –                           | –                           | –                           | –                           | –                           | - POL: platynowa płyta     | - POL: 20 000+  |
| 2019                                                     | „Catch You”                                                               | –                           | –                           | –                           | –                           | –                           | –                           | 23                          | 4                           | 3                           | - POL: 3× platynowa płyta  | - POL: 60 000+  |
| 2019                                                     | „La La Love” (oraz Skytech, gościnnie: Giang Pham)                        | 3                           | 3                           | 5                           | –                           | –                           | –                           | –                           | –                           | –                           | - POL: platynowa płyta     | - POL: 20 000+  |
| 2019                                                     | „Silesia”                                                                 | –                           | –                           | –                           | –                           | –                           | –                           | –                           | –                           | –                           |                            |                 |
| 2020                                                     | „Higher”                                                                  | –                           | –                           | –                           | –                           | –                           | –                           | –                           | –                           | –                           |                            |                 |
| 2020                                                     | „Deep In My Heart”                                                        | –                           | –                           | –                           | –                           | –                           | –                           | –                           | –                           | –                           |                            |                 |
| 2020                                                     | „Don’t Sleep Tonight”                                                     | 34                          | 3                           | –                           | –                           | –                           | –                           | –                           | –                           | –                           | - POL: złota płyta         | - POL: 10 000+  |
| 2020                                                     | „Somewhere Over the Sea”                                                  | –                           | –                           | –                           | –                           | –                           | –                           | –                           | –                           | –                           |                            |                 |
| 2021                                                     | „Golden Rules”                                                            | 8                           | 4                           | –                           | –                           | –                           | –                           | –                           | –                           | –                           | - POL: platynowa płyta     | - POL: 20 000+  |
| 2021                                                     | „Red Lights” (oraz Alina Eremia)                                          | –                           | –                           | –                           | –                           | –                           | –                           | –                           | –                           | –                           |                            |                 |
| 2021                                                     | „What Can I Do”                                                           | 4                           | 2                           | 1                           | –                           | –                           | –                           | –                           | –                           | –                           | - POL: platynowa płyta     | - POL: 50 000+  |
| 2022                                                     | „Fight to Win” (gościnnie: Giang Pham)                                    | –                           | –                           | –                           | –                           | –                           | –                           | –                           | –                           | –                           |                            |                 |
| 2022                                                     | „All Night” (oraz Tribbs, gościnnie: Scott Mac)                           | 73                          | 4                           | –                           | –                           | –                           | –                           | –                           | –                           | –                           |                            |                 |
| „–” oznacza, że singel nie był notowany na danej liście. |                                                                           |                             |                             |                             |                             |                             |                             |                             |                             |                             |                            |                 |

### Remiksy
| Rok                                                      | Tytuł                                 | Najwyższe pozycje na listach przebojów | Najwyższe pozycje na listach przebojów | Najwyższe pozycje na listach przebojów |
| Rok                                                      | Tytuł                                 | POL (airplay)                          | POL (airplay nowości)                  | POL (airplay TV)                       |
| -------------------------------------------------------- | ------------------------------------- | -------------------------------------- | -------------------------------------- | -------------------------------------- |
| 2018                                                     | „Rumors” (Remix, R3hab, Sofia Carson) | 10                                     | 2                                      | 5                                      |
| 2020                                                     | „Higher” (Remix, oraz Nice Guys)      | –                                      | –                                      | –                                      |
| „–” oznacza, że singel nie był notowany na danej liście. |                                       |                                        |                                        |                                        |

## Nagrody i nominacje
| Rok  | Nagroda                       | Kategoria                              | Rezultat   |
| ---- | ----------------------------- | -------------------------------------- | ---------- |
| 2016 | Eska Music Awards 2016        | Najlepszy hit („Never Go Away”)        | Wygrana    |
| 2017 | Eska Music Awards 2017        | Najlepszy DJ/Producent                 | Nominacja  |
| 2017 | Eska Music Awards 2017        | Najlepszy hit („Magic Symphony”)       | Wygrana    |
| 2017 | Polsat SuperHit Festiwal 2017 | Radiowy przebój roku („Never Go Away”) | 2. miejsce |